# Gare de Groisy-Thorens-la-Caille
Gare de Groisy-Thorens-la-Caille – przystanek kolejowy w Groisy, w departamencie Górna Sabaudia, w regionie Owernia-Rodan-Alpy, we Francji. 
Jest przystankiem kolejowym Société nationale des chemins de fer français (SNCF), obsługiwanym przez pociągi TER Rhône-Alpes. 

## Położenie
Znajduje się na wysokości 649 m n.p.m., na km 55,149 linii Aix-les-Bains – Annemasse, pomiędzy stacjami La Roche-sur-Foron i Pringy.